# Mecha
Mecha (af græsk μῆχος mechos) er et overordnet begreb indenfor science fiction for hovedsageligt fiktive robotter eller robotlignende maskiner, der styres af levende piloter eller førere, og som for eksempel kan ligne mennesker, insekter eller fugle. I de forskellige værker forekommer disses maskiner i alle mulige udformninger og størrelser, lige fra to meter til over 20 meter høje.
Mecha er desuden en genre indenfor anime og manga, hvor disse maskiner spiller en stor rolle.

## Baggrund og historie
Ordet mecha kan føres til tilbage til den oldgræske ordstamme mecho (middel, mulighed), der udviklede sig til det græske ord mechanes (hjælpemiddel, værktøj, krigsmaskine) og det latinske machina (maskine). Derfra udviklede det sig blandt andet til det engelske ord mechanical og derfra videre til det japanske mecha (メカ meka). Ordet mecha bruges på japansk i almindelighed om enhver form for mekaniske objekter, lige fra biler over maskiner og skydevåben til computere. Først med tilbagekomsten til engelsk og andre vestlige sprog sammen med udbredelsen af japansk populærkultur, skete indgrænsningen til den her omtalte betydning. På sprog som dansk og tysk kendes det især fra anime og manga, hvor det udgør en regulær genre.
Mecha kom til vesten i begyndelsen af 1980'erne, da grundlæggerne af spilfirmaet FASA indførte dem fra animeserien Macross til det dengang nyudviklede BattleTech-univers. Enkelte forfattere og medlemmer af og omkring FASA "kopierede" enkelte mecha fra animeserien, omdøbte dem og lod dem optræde sammen med egne opfindelser i BattleTech-romaner og -spil. De mecha, der blev kopieret på den måde, må dog ikke bruges mere i nye spil og romaner af hensyn til ophavsretten. De blandt fans såkaldte unseen forekommer derfor kun i spilserien Crescent Hawk og i pc-spillene Mechwarrior 1 og 2. Tegningerne af disse mecha blev erstattet af såkaldte reseen. Det betød at der blev lavet nye tegninger og figurer for de gamle mecha, men at de gamle navne og egenskaber blev bibeholdt. Unseen dukker også op i fanprojekter som den uofficielle udvidelse Mechwarrior 4 - Mercenaries af MekTek (Mekpack Version 2.1 og højere) og NBT (Hardcore). Senere blev begrebet også brugt af andre amerikanske robot-tegneserier og blev sammen med BattleTech-serien også udbredt i Europa. Begrebet mecha bruges overvejende i science fiction-kredse og af fans af disse fiktive (kampmaskiner).
Disse maskiner fremstilles jævnligt i mecha-animer som ekstremt bevægelige og ofte også i nærkamp. Desuden bruges mecha også i mere fredelige sammenhængen som for eksempel af politiet eller ved byggerier. I BattleTech-universet dominerer de militært benyttede såkaldte BattleMechs til gengæld.

## Virkelige eksempler
Mecha er ikke kun forbeholdt fantasien. Walking Truck (Cybernetic Walking Machine) er således en firbenet menneskestyret robotprototype, der blev bestilt af U.S. Army hos General Electric i 1966, udviklet af Ralph S. Mosher og afleveret til U.S. Army i august 1970. Hæren ønskede et transportmiddel til infanteriet, der kunne transportere tunge laster over ekstremt besværligt terræn. U.S. Army droppede dog projektet til fordel for transporthelikoptere, og prototypen står i dag i U.S. Army Transportation Museum i Fort Eustis. I 2005 blev ideen genoplivet med BigDog, en slags "mulddyrsrobot" men uden menneskelig fører.
Flere maskiner er blevet udviklet men primært med civile formål eller forskning for øje. For eksempel blev den gående skovhugningsmaskine PlusJack (engelsk Walking Forest Machine) til stadighed videreudviklet fra 1995 til 1999 af det nu tidligere finske forsknings- og udviklingsfirma Plustech Oy.
Maskiner af den slags bruges overvejende indenfor skovbrug og i enkelte tilfælde også til byggeri. Maskinerne egner sig særligt til områder, der er meget ømfindtlige overfor traditionelle køretøjer med hjul eller bæltekøretøjer som skove og naturbeskyttelsesområder. I disse områder bruges udover de første prototyper også de første seriemodeller, der med en vis ret kan betegnes som mecha.